# 78 Pułk Rakietowy Obrony Powietrznej
78 Pułk Rakietowy Obrony Powietrznej im. gen. broni Władysława Andersa (78 pr OP), JW 3346 – dawny oddział Wojsk Obrony Przeciwlotniczej Sił Powietrznych RP stacjonujący w Mrzeżynie. 16 grudnia 2011 pułk rozformowano.

## Historia i powstanie pułku
Szef Sztabu Generalnego WP w dniu 19 kwietnia 1985 wydał zarządzenie nr 026/Org., na mocy którego utworzono 78 Pułk Artylerii Obrony Powietrznej Kraju. Jednostka osiągnęła pełną gotowość bojową 1 lipca 1985. W 1991 roku przemianowano nazwę jednostki na 78 Pułk Rakietowy Obrony Powietrznej. Pod koniec 2001 roku rozformowano 26 Brygadę Rakietową OP. Z jej składu pozostawiono 78 Pułk Rakietowy OP jako samodzielną jednostkę.
Pułk jest specyficzną jednostką, jedyną tego typu w Wojsku Polskim. Jednostka podlegała pod 2 Korpus Obrony Powietrznej w Bydgoszczy. 78 pr. wyszedł z bezpośredniego podporządkowania dowódcy 2 KOP - podporządkowany dowódcy Sił Powietrznych z dniem 1 lipca 2006 r. Pułk był jednym z najbardziej strategicznych organów obrony przeciwlotniczej w Polsce.
Uroczyste przekazanie pułku odbyło się 4 lipca 2006 r. Garnizon Mrzeżyno obejmował część gminy Trzebiatów oraz całą gminę Rewal.
W związku ze zmianami w strukturach Sił Powietrznych, decyzją MON nr Z-37/Org./P1 z dnia 27 maja 2010 roku, następnie decyzją MON nr PF-68/Org./SSG/ZOiU-P1 z dnia 19 sierpnia 2010 roku oraz wykonawczym rozkazem Dowódcy Sił Powietrznych nr PF-211 z dnia 8 września 2010 roku zdecydowano o rozformowaniu jednostki w terminie do dnia 31 grudnia 2011. 16 grudnia 2011, po 25 latach służby nastąpiło oficjalne rozformowanie 78. pułku, na bazie którego sformowano nowy 36 Dywizjon Rakietowy Obrony Powietrznej.

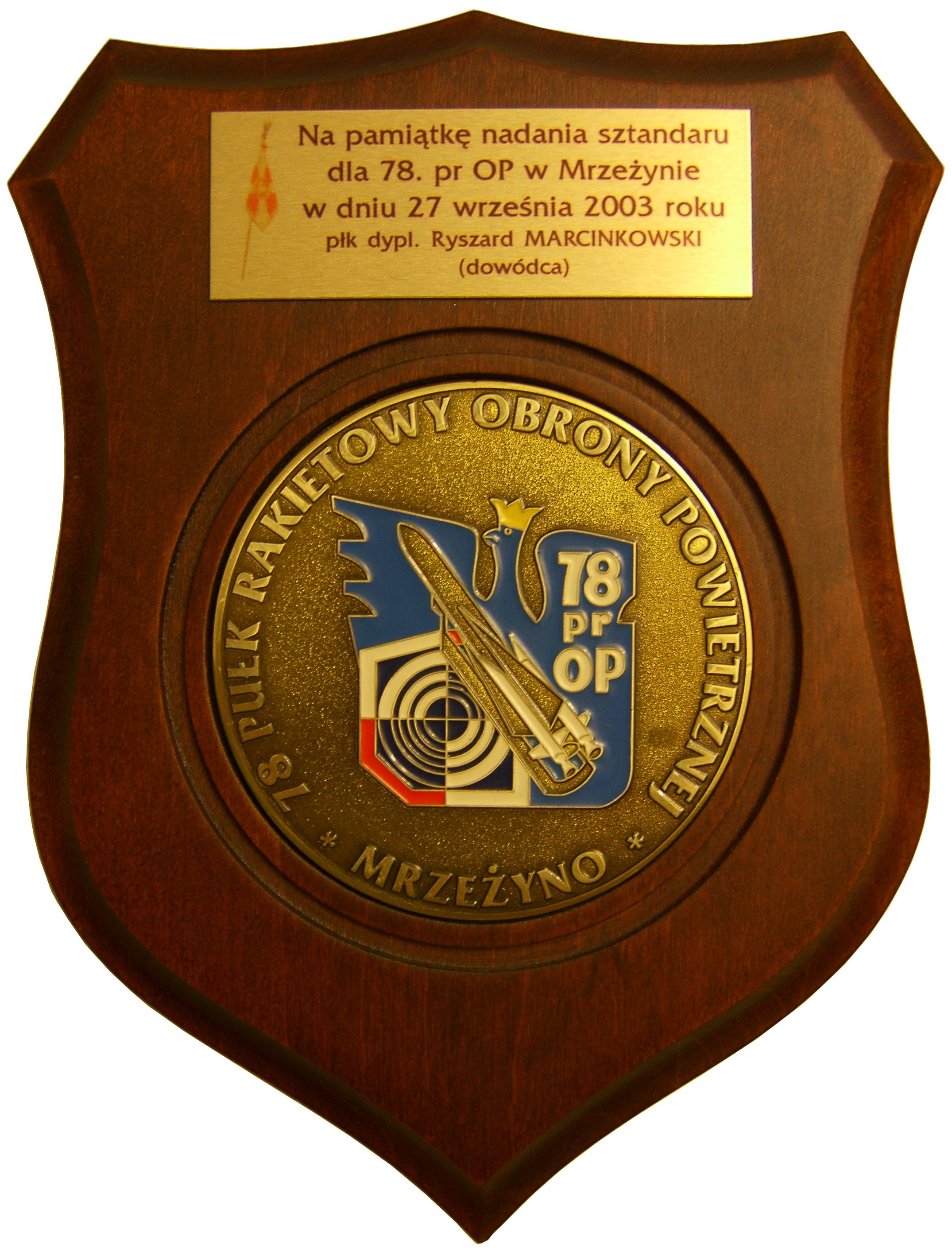
Pamiątka z okazji nadania sztandaru dla 78 pr OP

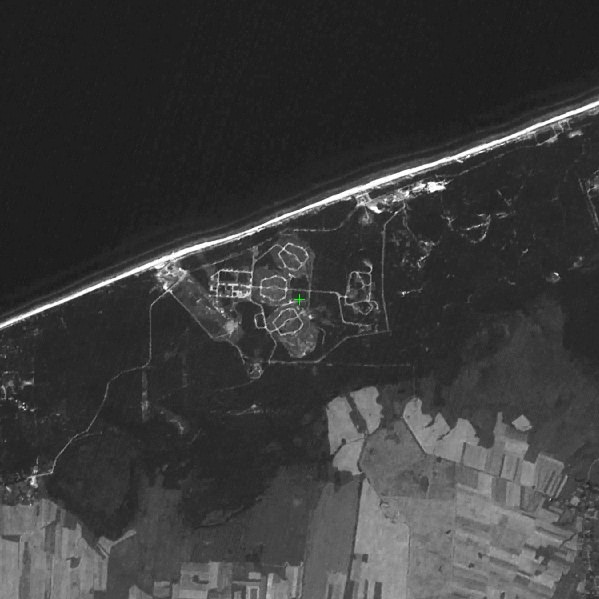
Rozmieszczenie dywizjonu S-200 Wega w lasach pod Mrzeżynem

Swoje święto 78 pr OP obchodził 30 września.

## Struktura 78 pr OP
- Dowództwo 78 pr OP
  - dywizjon dowodzenia
  - 1 dywizjon ogniowy
  - 2 dywizjon ogniowy
  - 3 dywizjon ogniowy – od 2001
  - 4 dywizjon ogniowy – od 2001
  - dywizjon techniczny

## Wyposażenie
- przeciwlotnicze zestawy dalekiego zasięgu S-200 Wega – sztuk ok. 20 (z rezerwą)
- przeciwlotnicze mobilne zestawy rakietowe Newa SC
- armaty przeciwlotnicze 57 mm (S-60)

## Udział w ćwiczeniach
- maj 1988 – Strzelanie bojowe w stepach b. ZSRR w okolicach Astrachania (Morze Kaspijskie) na poligonie Aszułuk.

- maj 2005 – ćwiczenie taktyczne za strzelaniem bojowych "KROGULEC-05" na poligonie w Wicku Morskim. Strzelanie bojowe odbyły ze składu pułku: 41 dr OP - dowodzony przez ppłk mgr Mariusza Zagdańskiego i 71 dr OP - dowodzony przez ppłk Mirosława Maczana wyposażone w zestawy S-125 S.C. Udział w ćwiczeniu brał również 1 do wyposażony w zestaw S-200C - dowodzony przez ppłk Edwarda Świercza oraz pododdziały zabezpieczające ze składu pułku: dywizjon dowodzenia - dowodzony przez ppłk Michała Wieczorka i dywizjon techniczny dowodzony przez mjr Dariusza Klimaszewskiego. Na czas ćwiczenia i strzelań bojowych podporządkowano pułkowi dywizjon szkolny z CSSP w Koszalinie - dowodzony przez mjr Krzysztofa Kowalczyka oraz dwa dodatkowe dywizjony S-125 S.C.: 63 dr OP ze składu 3 WBR OP - dowodzony przez ppłk Andrzeja Stopczyńskiego i 31 dr OP ze składu 1 ŚBR OP - dowodzony przez ppłk Zbigniewa Tracza, które odbywały w ramach ćwiczenia strzelania techniczne. Zmiany bojowe stanowiska dowodzenia pułku oraz dywizjonów strzelających do strzelań przygotowywał szef szkolenia pułku ppłk mgr Grzegorz Walczak. Pułkiem podczas ćwiczenia i strzelań bojowych dowodził ppłk dypl. Grzegorz Jelonek - ówczesny dowódca pułku. W ramach ćwiczenia odpalono 20 rakiet. Strzelania oceniono na ocenę bardzo dobrą.

## Dowódcy pułku
- 1985–1987 – ppłk dypl. inż. Wojciech Kołodziej
- 1987–1990 – ppłk dypl. Zbigniew Parol
- 1990–1994 – płk dypl. Marian Dering
- 1994–1996 – płk dypl. Leszek Sitarek
- 1996–2004 – płk dypl. Ryszard Marcinkowski
- 2004–2006 – płk dypl. Grzegorz Jelonek
- 2006 – ppłk dypl. inż. Oleg Miętki- cz.p.o.
- 2006 – 2008 – płk dypl. inż. Andrzej Dąbrowski
- 2008 – 2011 – płk mgr Jacek Oleksy
- 2011 – ppłk dypl. inż. Oleg Miętki

## Wyróżnienia
- 23 czerwca 2006 – wyróżnienie pułku przez Zarząd województwa zachodniopomorskiego Złotą Odznaką Honorową Gryfa Pomorskiego.
- 2 kwietnia 2008 – pułkowi nadano imię patrona gen. Władysława Andersa[1].